# Four Marks
Four Marks is een civil parish in het bestuurlijke gebied East Hampshire, in het Engelse graafschap Hampshire.